# Tramway de Potsdam
Le réseau de tramway de Potsdam est une partie du réseau de transport public de Potsdam, en Allemagne.

## Histoire
Les débuts (1880-1914)
La première ligne de tramway de Potsdam a été inaugurée en 1880. À l'époque, les véhicules étaient tirés par des chevaux. Cette méthode perdurera jusqu'en 1907, date de l'électrification du tramway, sur une première ligne de 8 km. Cette date marque un tournant dans l'histoire du réseau, qui va dès lors chercher à s'agrandir, et répondre aux besoins d'une population grandissante. Le choix des tracés devient une préoccupation majeure. Loin de se contenter de projets d'extension, le réseau supprime cependant certaines de ses lignes: le 21 septembre, seulement 19 jours après l'électrification de la ligne, la section Holzmarktstraße - Weißenburger Straße est abandonnée. La modernisation du tramway est en marche, et il faut voir cet événement comme une rupture avec l'ancien système porté par les chevaux: un véhicule électrique moderne fonctionnant différemment, un tracé logique trente ans plus tôt peut tout à fait être devenu caduc. Et effectivement, en dehors de ces corrections mineures, le réseau s'agrandit, à travers des projets ambitieux, dont l'objectif était l'extension du tramway aux extrémités de la ville, afin de desservir la zone la plus large possible. Certains de ces projets seront couronnés de succès, comme l'ouverture le 12 octobre vers le Glienicker Brücke (situé au nord-est de la ville) au tramway électrique. Il s'agit alors d'un acte fort, puisque ce pont moderne, dont la construction ne se terminera qu'un mois plus tard, devait réunir Potsdam à Berlin, créant une route plus rapide que celle existant alors. Ce projet n'est cependant pas entièrement un succès, puisque le projet d'extension sur la Luisenstraße doit être abandonné l'année suivante. S'ensuivent jusqu'au déclenchement de la première guerre mondial divers projets d'extension ambitieux, qui n'arriveront pas toujours à leur terme. Ainsi doit être abandonnée définitivement la tentative d'extension jusqu'au Wildpark, après un an d'acharnement. Heureusement, cette période est aussi celle de certaines réussites, comme l'extension jusqu'à Nowawes, succès retentissant puisque la ligne sera prolongée au-delà des limites du projet original.
Sur les sept années précédant la Première Guerre mondiale, le tramway de Potsdam aura été l'objet d'une grande ferveur : il connaîtra de grandes extensions, et même l'ouverture d'une nouvelle ligne (Kastanienallee - Luftschiffhafen), mais aussi un nombre important de projets ayant dû être avortés, comme l'extension vers le Wildpark au sud-ouest de la ville.
1921-1945 : le tramway entre deux guerres mondiales.
Au début de l'été 1921, le réseau connaît une grève de près de deux mois, les employés souhaitant obtenir le statut de fonctionnaire. Cette grève marque le début d'une période faste pour le réseau, qui va progressivement s'agrandir et se structurer sous la république de Weimar. Ce phénomène s'accélérera avec les années : si le début des années 1920 ne connaît que peu de changements, c'est à partir de 1928 que les premières grandes mesures sont prises. Fonctionnement sur deux voies jusqu'à Nowawes à partir de 1928, ouverture d'une cinquième ligne en 1930, changement dans la numérotation (passage des lettres aux chiffres: on ne dira plus ligne A mais ligne 1) la même année... Ces modifications, qui peuvent paraître minimes, montrent pourtant la bonne santé du réseau, qui améliore son efficience.
Le 30 janvier 1933, Adolf Hitler arrive au pouvoir en Allemagne, faisant du pays une dictature militaire. Les horreurs commises par le régime nazi n'impacteront d'abord pas le réseau de tramway - la nouvelle administration se contentera d'une prolongation de la ligne 4, en 1935 -, mais cela ne durera pas. Potsdam, comme chaque ville allemande, est durement touchée par la crise liée à la guerre. Le pays, soumis à des bombardements massifs, connaît la plus grande crise de son histoire. Les privations n'épargent pas Potsdam, et début 1945, le tramway doit réduire son activité, notamment pour des raisons d'économie d'énergie. Du 5 février au 28 août 1945, il est totalement arrêté. Trois mois après la capitulation allemande, on voit donc des tramways circuler dans Potsdam. Il faudra cependant attendre le 28 septembre pour que le réseau retrouve son niveau d'activité normal.
Le réseau s'est donc progressivement structuré jusqu'à la seconde guerre mondiale, subissant peu de destructions, et maintenant un niveau d'activité surprenant au milieu d'une crise nationale et internationale majeure.
1946-1989 : le tramway sous le régime communiste
Dès janvier 1946, le réseau s'étend vers Babelsberg: dans un contexte de reconstruction, il ne faut effectivement pas attendre longtemps pour voir renaître des projets ambitieux d'extensions du réseau. En l'espace de six mois, celui-ci gagne le Rehbrücke, loin au sud de la ville, la Drevesstraße, et l'annonce de l'ouverture de la portion allant jusqu'au Glienicker brücke est faite. Avec l'introduction du tarif unique, d'une grande modernité, début mai, le réseau est d'ici la fin du mois presque complet. En juin, néanmoins, la ligne trois est supprimée. Il faut alors attendre près de trois ans le prochain grand changement, avec l'extension jusqu'à la gare de Potsdam, mais surtout la fondation de la République démocratique allemande. Les années 1950 se poursuivent doucement, avec la remise en service de certaines portions, comme celle de la Fontanestraße, l'ouverture de nouvelles, comme celle menant à la gare de Potsdam Süd, ou celle sur la Puschkinallee. La modernisation suit également son chemin, avec en 1954 l'interdiction de fumer dans les wagons.
En 1961, le mur de Berlin est érigé: la circulation entre Potsdam et Berlin-ouest devient donc pleinement impossible. Les conséquences sur le tramway sont minimes, et les années 1960 sont assez stables. La restructuration du réseau conduit néanmoins à un abandon de l'exploitation de la portion menant à la gare centrale en 1962, et à une extension vers Kapellenberg en 1963. Mais la modification la plus importante advient entre mai 1964 et août 1965: sur cette période, les contrôles sont progressivement abolis. D'abord sous forme de « OS-Betriebes », abréviation pour « Ohne Schaffner », soit « sans-contrôleurs »,. Le réseau en devient de facto gratuit, puisque la fraude n'est plus répréhendée. Plusieurs extensions supplémentaires sont décidées dans les deux décennies suivantes, ainsi que la fermeture d'une portion (sur la Nansenstraße). En 1985, l'ouverture du pont de Humboldt facilite le passage de la Havel. Et quatre ans plus tard, le mur de Berlin tombe, précipitant la chute du régime communiste, et annoncant une nouvelle ère de bouleversement pour le réseau.

## Réseau actuel
Le réseau est composé de sept lignes en 2023:
| 91 | Bhf. Pirschheide (de) ↔ Bhf. Rehbrücke (en)             |
| 92 | Kirschallee ↔ Marie-Juchacz-Straße                      |
| 93 | Glienicker Brücke ↔ Bhf. Rehbrücke (en)                 |
| 94 | Schloß Charlottenhof ↔ Fontanestraße                    |
| 96 | Campus Jungfernsee ↔ Marie-Juchacz-Straße               |
| 98 | Bhf. Pirschheide (de) ↔ Marie-Juchacz-Straße            |
| 99 | Fontanestraße ↔ S Hauptbahnhof (↔ Marie-Juchacz-Straße) |

## Exploitation

### Matériel roulant
Le réseau exploite trois types de rames :
- 12 rames Tatra KT4D modernisées sur 2016 et 2017[14]
- 17 Siemens Combino qui sont en cours d'allongement de 30,5m à 41,6m[15]
- 14 Variotram[16]

## Galerie de photos

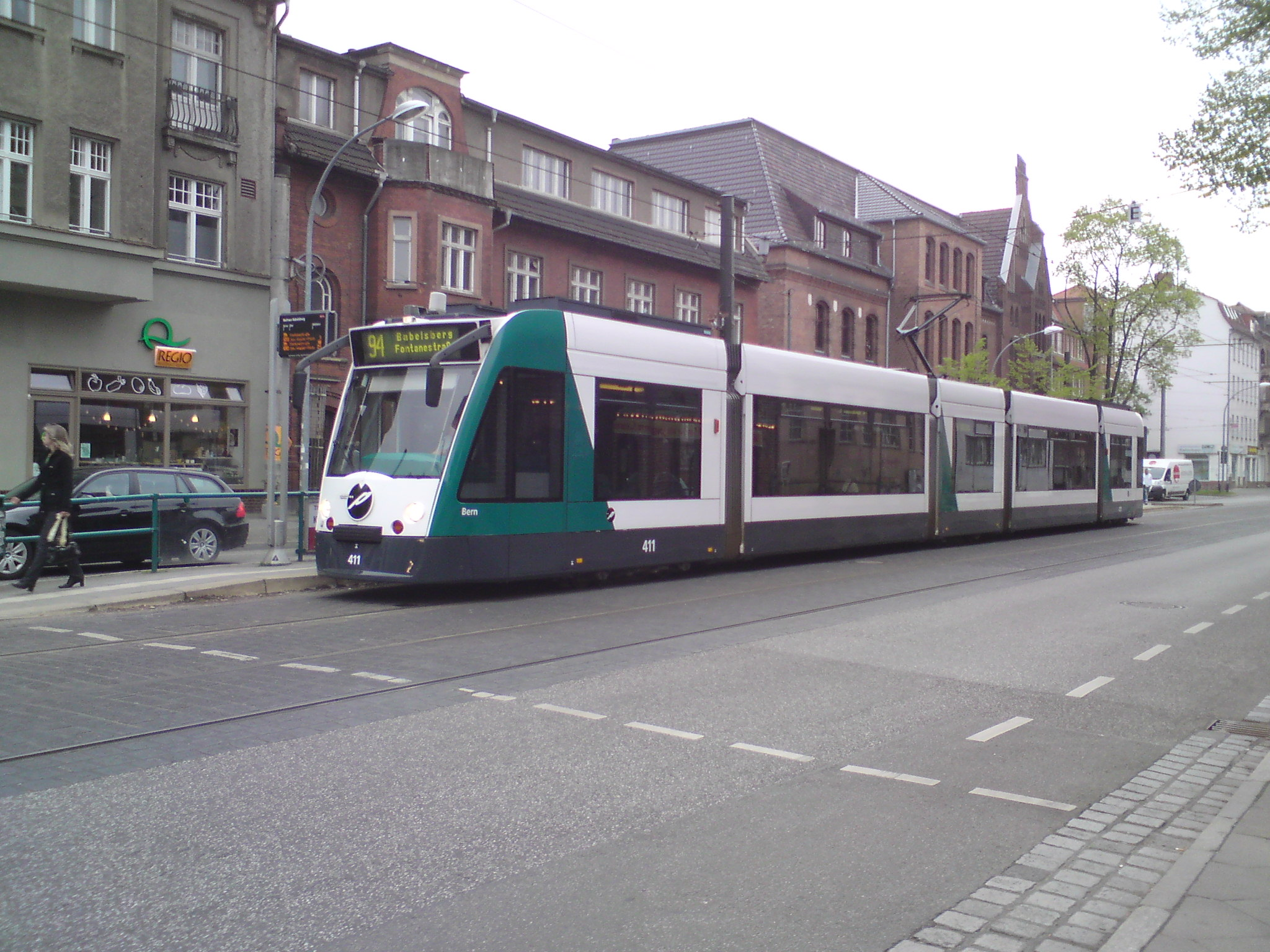
Combino à la station Rathaus Babelsberg
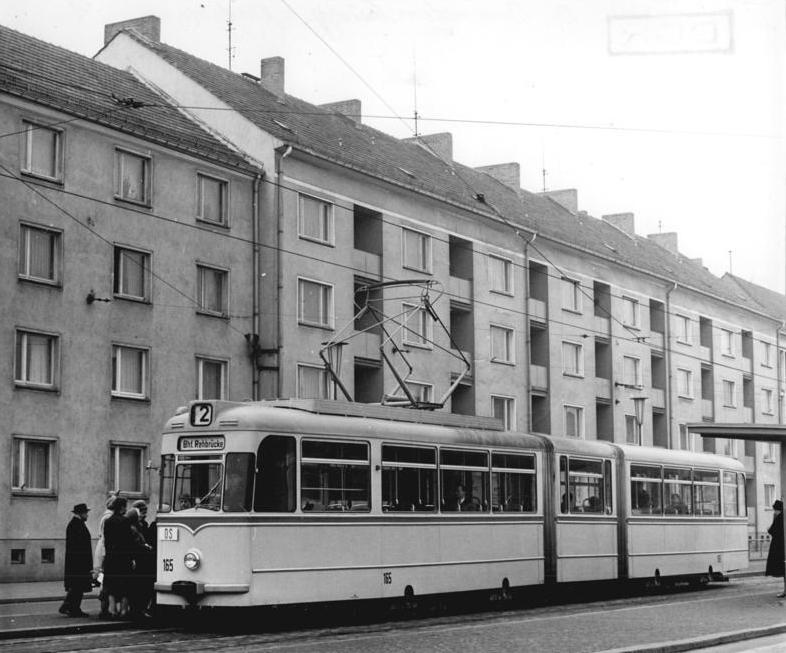
Gothawagen sur la Platz der Einheit (de) en 1965
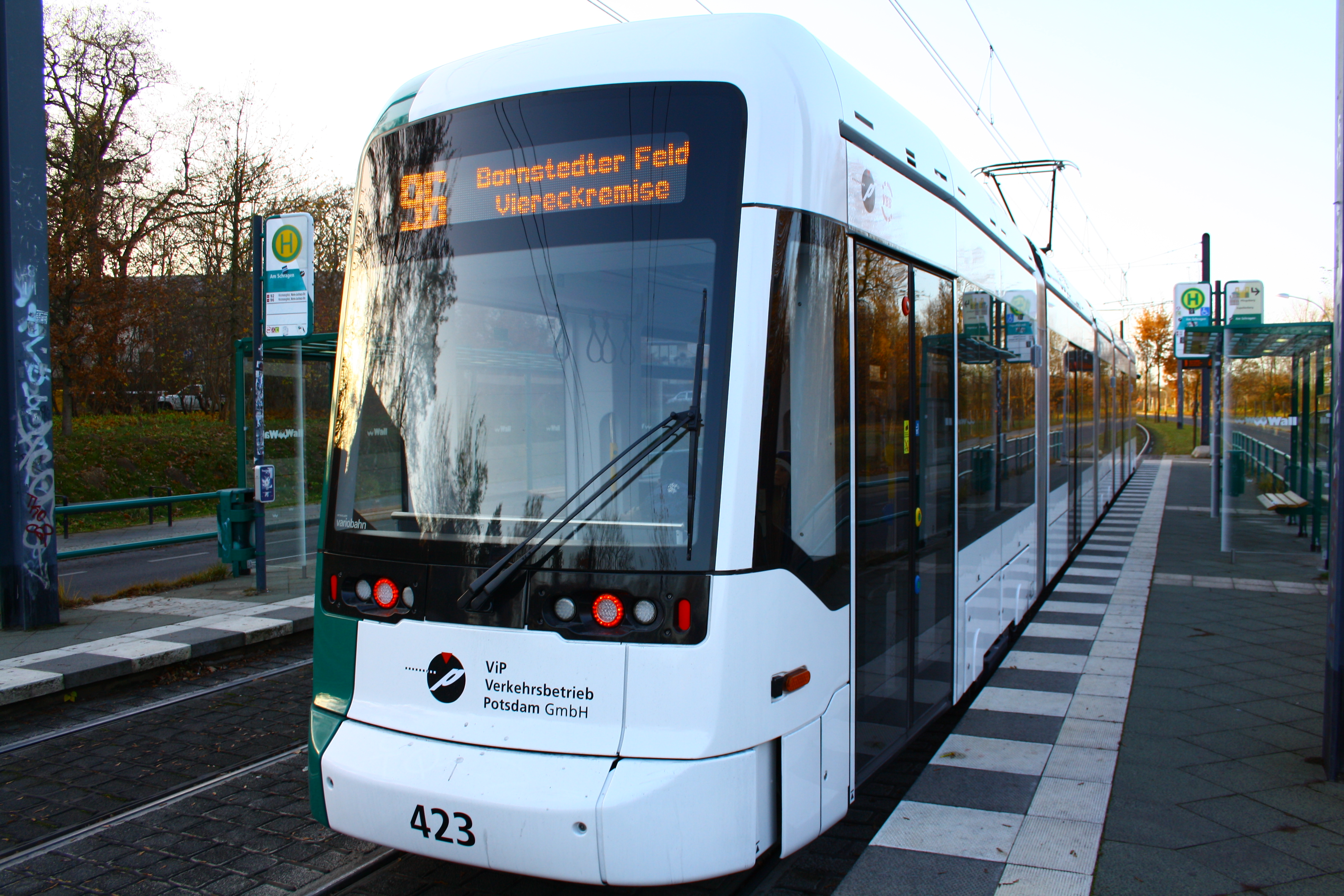
Nouveau Variotram
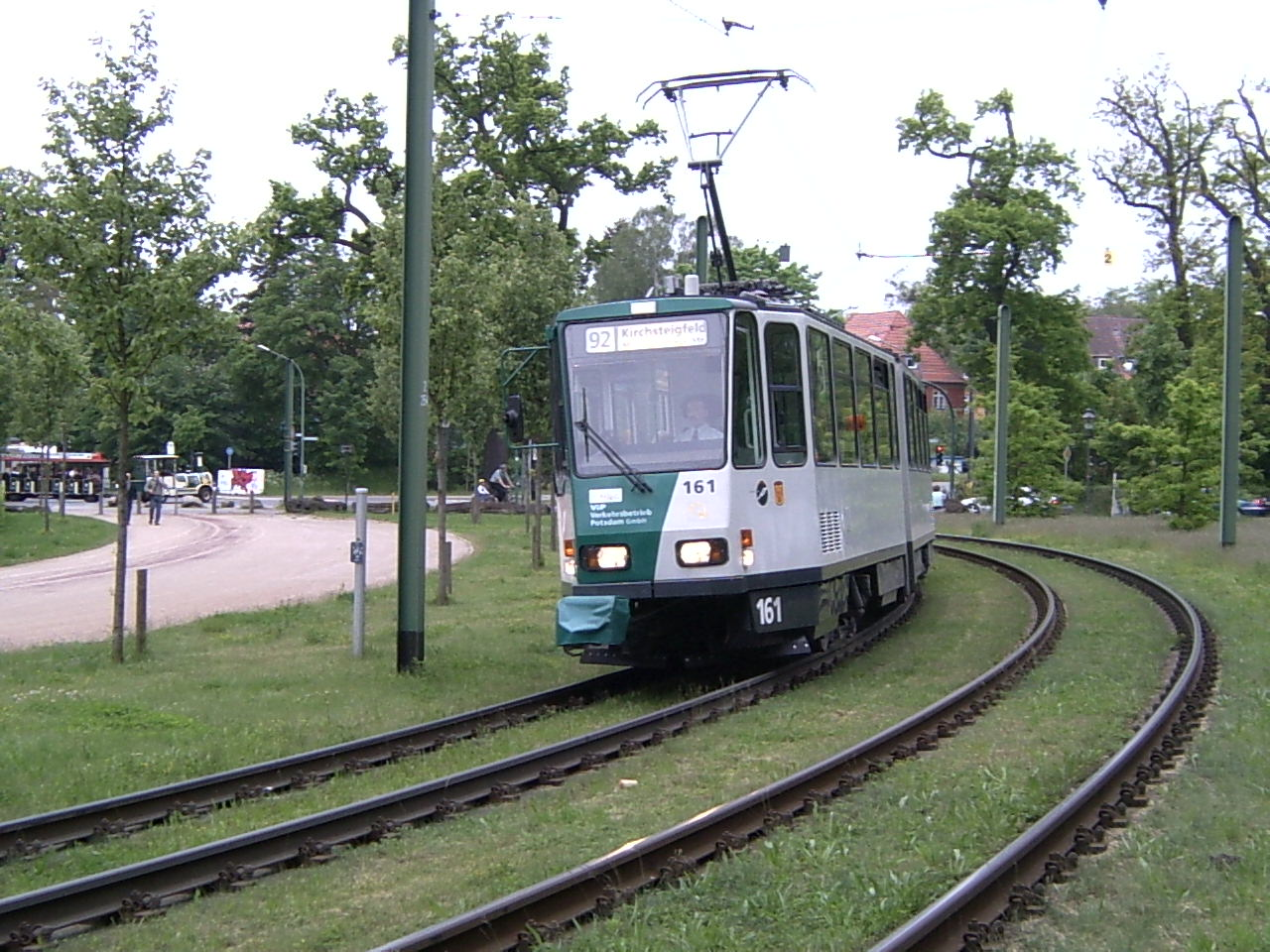
Tatra KT4 à la station Schragen
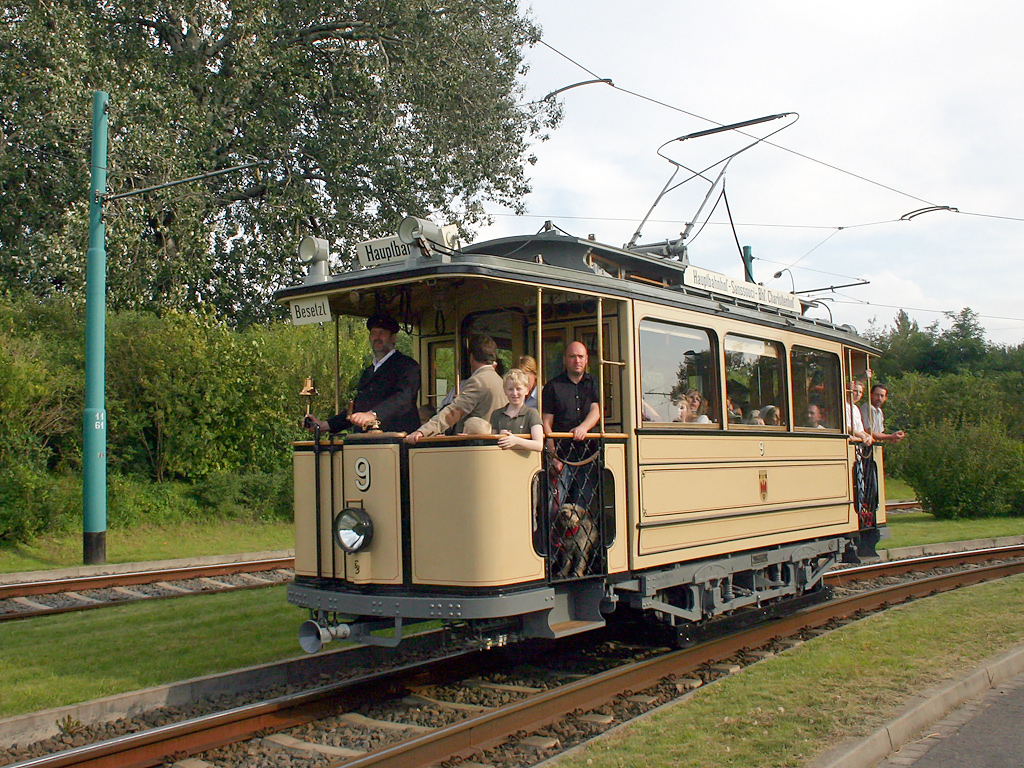
Triebwagen Nr. 9 de 1907 en 2006
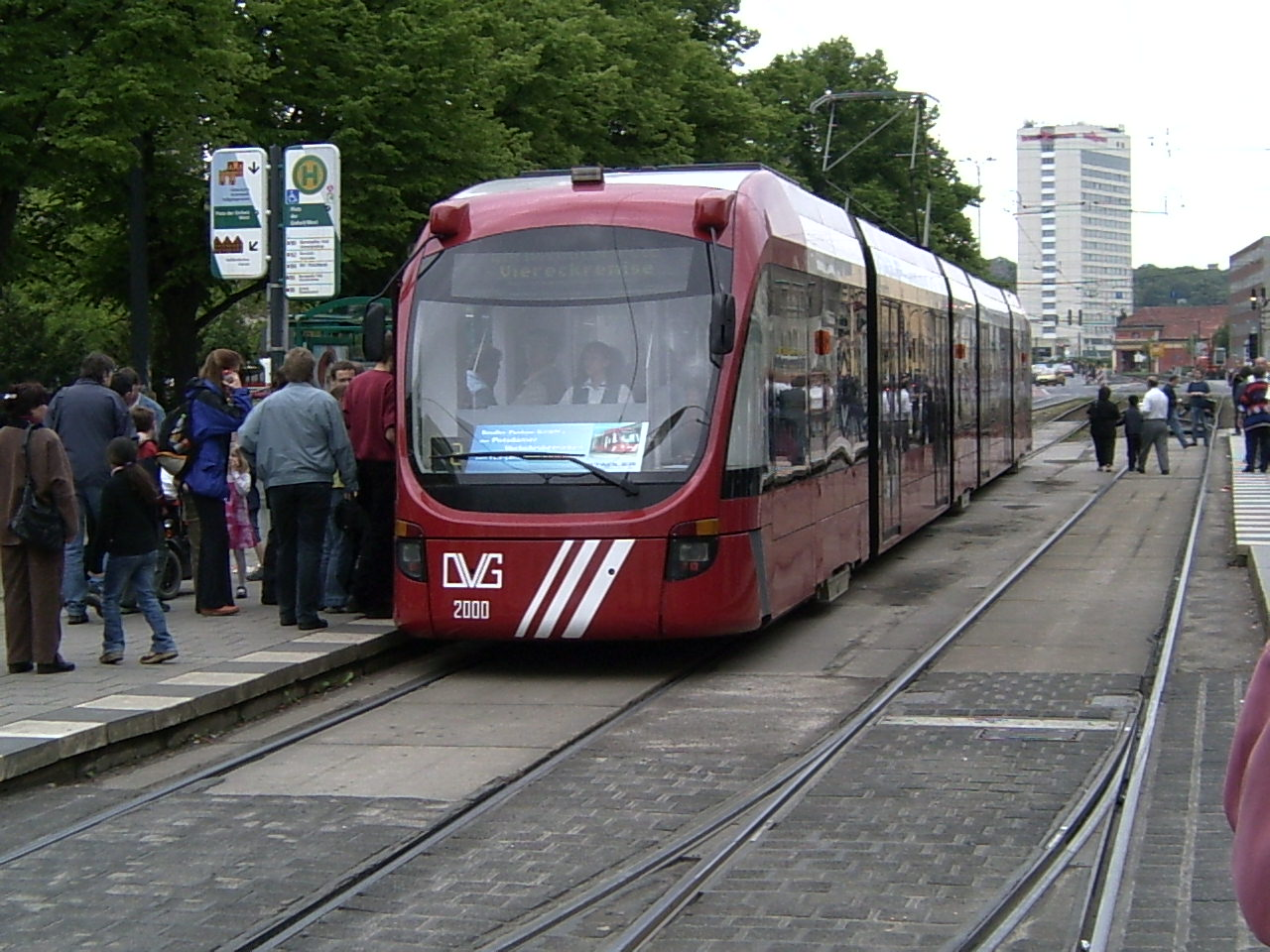
Variotram utilisé à Duisbourg[17] sur la Platz der Einheit (de)